# هيو فولكنير

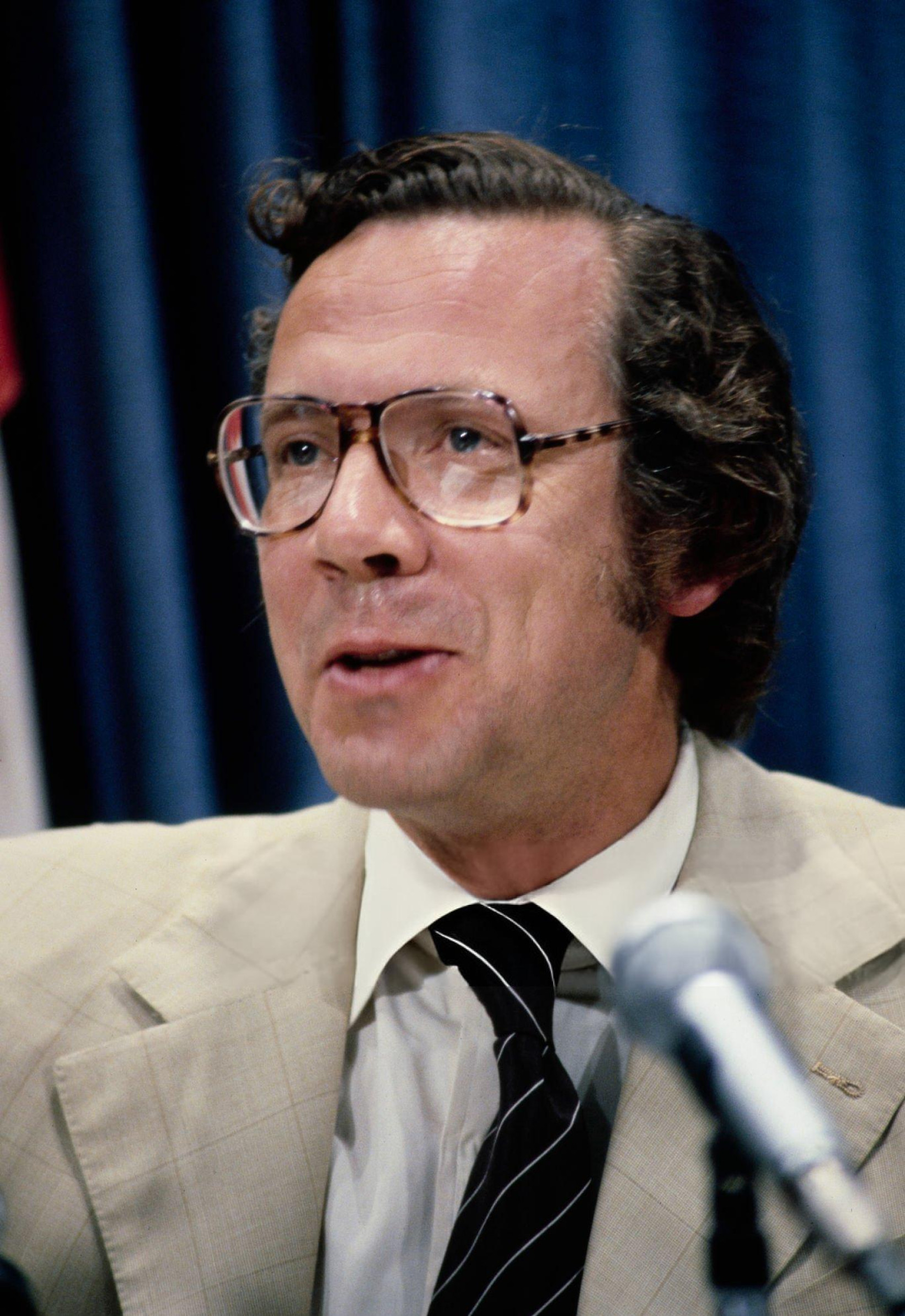
هيو فولكنير، 1979

هيو فولكنير هو سياسي كندي، ولد في 9 مارس 1933 في مونتريال في كندا، وتوفي في 18 أبريل 2016 في سويسرا. حزبياً، نشط في الحزب الليبرالي الكندي. وقد انتخب عضو مجلس العموم الكندي.